# Енциклопедія елементів ДНК
Енциклопедія елементів ДНК (англ. Encyclopedia Оf DNA Elements, ENCODE) — відкритий міжнародний науковий проєкт, спрямований на пошук та систематичне дослідження усіх функціональних елементів геному людини та модельних організмів. Проєкт почався у вересні 2003 року за ініціативою Національного інституту досліджень геному людини США. У 2012 році над проєктом працювали понад 440 фахівців в 32 лабораторіях США, Західної Європи, Японії та Сингапуру. В перші 9 років бюджет становив 300 мільйонів доларів.
В пілотній фазі проєкту (2003—2007) було проаналізовано 1 % геному людини та розроблялися нові методи дослідження функціональних елементів. В продуктивній фазі проєкту (2007—2012) елементи всього геному людини аналізували в 1600 експериментах на 147 тканинах, використовуючи стандартизовані протоколи. Були створені спеціальні бази даних і програми для їх аналізу, розроблена система координації праці науковців. Результати другої фази проєкту були надруковані в інтегральній статті в Nature, ще 5 статтях в цьому журналі, 18 статтях в Genome Research і 6 статтях в Genome Biology.
Основний висновок проєкту становить що 80 % геному людини кодує 4 мільйони перемикачів, які регулюють 21 тисячу генів, що займають лише 1,5 % геному, і тим самим спростовано концепцію «сміттєвої ДНК». Цей висновок був відзначений як одне з найвагоміших досягнень десятиріччя в медицині та біології, тому що варіації в численних регуляторах, а не тільки в білок-кодуючих генах, впливають на здоров'я і захворювання людини.